# Zohir Kedache
Zohir Kedache est un boxeur algérien né le 2 mars 1986 à Boumerdès.

## Carrière
Il a participé à l'épreuve masculine des poids welters aux Jeux olympiques d'été de 2016 et a été battu au premier tour par l'Irlandais Steven Donnelly.